# Wijkia alstonii
Wijkia alstonii är en bladmossart som beskrevs av Robert Root Ireland 1991. Wijkia alstonii ingår i släktet Wijkia och familjen Sematophyllaceae. Inga underarter finns listade i Catalogue of Life.